# Carrière de Froidmont
La carrière de Froidmont (dite également « creute des Américains », ou « creute des Yankees ») est une carrière de pierre calcaire située à Braye-en-Laonnois, en France. Les parois de la carrière comportent des sculptures, des inscriptions et des graffitis réalisés par les carriers à partir du XVIIIe siècle et par les soldats pendant la Première Guerre mondiale.

## Localisation
La carrière souterraine est située dans le département français de l'Aisne, à proximité du village de Braye-en-Laonnois, sur le flanc pierreux du plateau du Chemin des Dames qu'elle transperce sur toute sa largeur, exploitant le banc de calcaire d'un bout à l'autre. Cette fameuse pierre calcaire est une roche sédimentaire qui se forme essentiellement en milieu marin, par accumulation des débris de coquilles, et qui est très présente dans la région Nord de la France, tout spécialement autour de Paris et le long de la Seine. La région du Chemin des Dames présente une grande concentration de bancs calcaires exploitables, et possède des carrières exploitées depuis le Haut Moyen Âge dans la zone située au sud de la ville de Laon. 
La carrière se situe aussi à proximité du hameau de Froidmont, dont elle tire son nom primitif (creute de Froidmont), totalement détruit par les combats de 14-18 et jamais reconstruit. Le hameau est attesté dans les textes dès 1668 sous le vocable de Frémon, appartenant alors au chapitre cathédral de Soissons. Ce petit hameau s'organisait autour d'une grosse ferme, d'origine médiévale puisqu'elle était une dépendance templière.

## Description
La carrière de Froidmont est une creute, une carrière de pierre souterraine caractéristique des plateaux calcaires de la région. La carrière se trouve à 15 mètres sous le niveau de la terre, et présente une surface impressionnante d'environ 40 hectares. Le site est constitué en fait de plusieurs carrières qui furent reliées entre elles par les tunnels creusés par les soldats allemands entre 1914 et 1917. Le site souterrain s'étend sur trois niveaux, définissant trois bancs d'extraction allant du calcaire dur, utilisé pour le gros-œuvre et les pièces de soutènement, au calcaire tendre utilisé pour faire des moellons.
L´entrée primitive, creusée au XVIIIe siècle, se faisait à l´arrière de la ferme de Froidmont. Elle fut utilisée durant la guerre mais est aujourd'hui malheureusement effondrée et disparue. L'entrée se fait à présent par un puits d'aération de la carrière des Penseurs (Denker Höhle pour l'état-major allemand) en employant des échelles. L'accès est assez difficile et rend le transport de matériel délicat, qu'il s'agisse d'objet d'éclairage ou photographique, ou d'outils nécessaires à l'entretien des tunnels. 
Cette carrière semble avoir été durant la Première Guerre mondiale un point névralgique important du dispositif de défense allemand car il se trouve à proximité de plusieurs postes de mitrailleuses dirigés vers le petit vallon encaissé situé au sud. Cette carrière présentait de plus une surface assez importante pouvant lui faire accueillir jusqu'à 700 hommes, ayant ainsi un accès direct sur la tranchée et le champ de bataille.
Le site est dans un bon état général en comparaison de la taille de son réseau. Certains zones présentent d'évidentes fragilités qui rendent leurs explorations dangereuses, mais la plupart des nombreux espaces semble pour l'instant d'une grande stabilité. Pourtant la carrière fut au cours d'avril et de mai 1917 la cible de tir de destruction de la part des Français, avec de très gros calibres (370) visant tout particulièrement les entrées secondaires, dont certaines furent alors détruites.
Après la guerre, la carrière fut abandonnée et laissée ouverte. Elle est aujourd'hui une propriété privée, fermée depuis 1991.

## Exploitation et occupations successives

### Exploitation du Moyen Âge auXIXesiècle
Exploitée entre le Moyen Âge et 1870, la carrière semble avoir fourni les pierres des portails du transept de la cathédrale de Laon. Certaines traces montrent même une origine encore plus ancienne, par la présence d'une salle poncée d'époque gallo-romaine, même si la plus importante phase d'exploitation semble dater de l'époque moderne, puisqu'on trouve également un atelier de sculptures datant de la fin du XVIe siècle et des signatures de 1730.

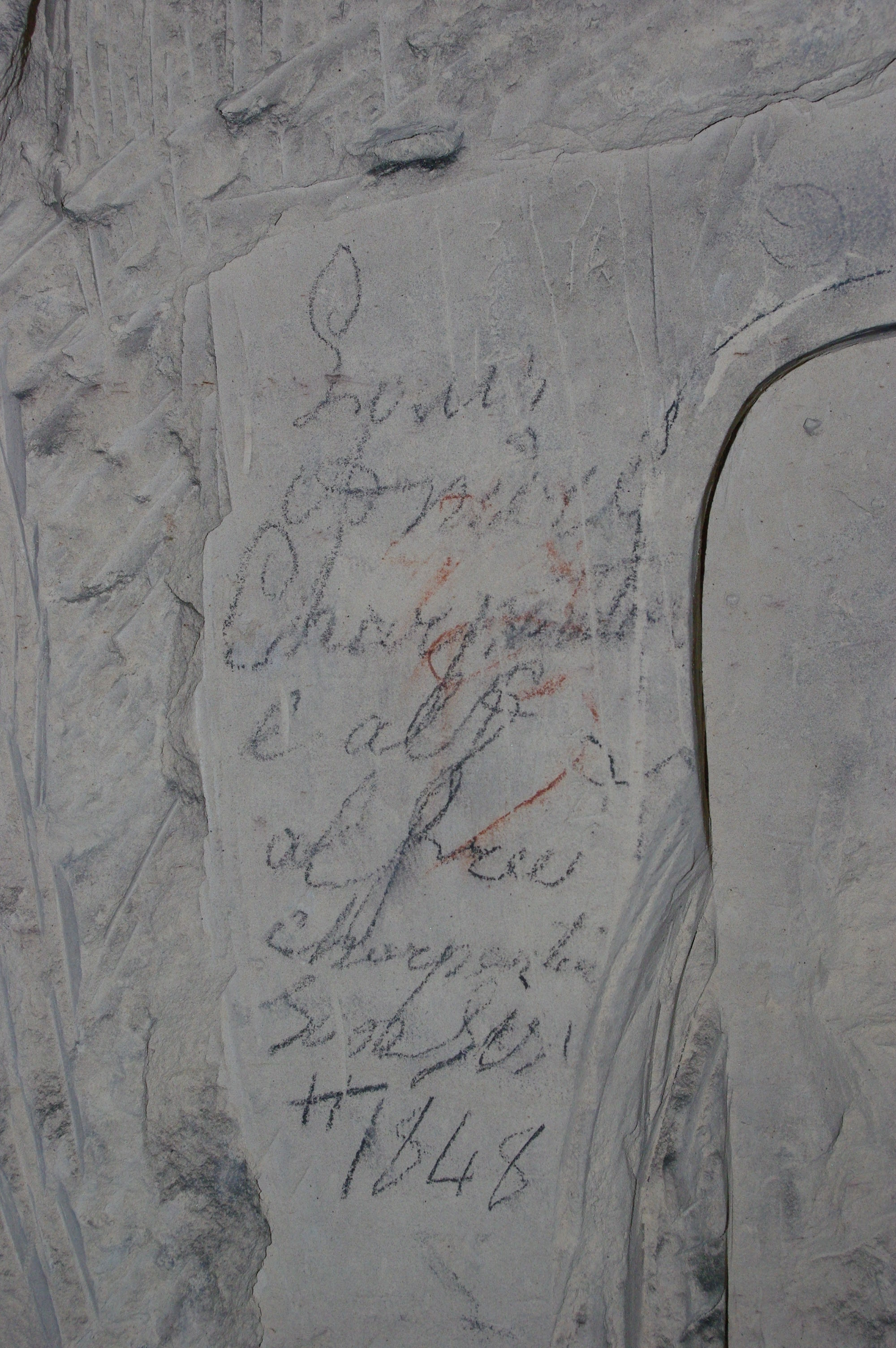
Compte de carrier au crayon sur un mur, 1848.

Cette importante activité d'extraction a laissé de nombreuses traces : les parois sont aujourd'hui recouvertes de sculptures et de graffiti exécutés par les carriers des XVIIIe et XIXe siècles. Les œuvres accomplies par les ouvriers prennent différentes formes, notamment des statues, ou des graffiti présentant une grande diversité iconographique (chrisme, croix latine, calvaire...). D'autres traces avaient une vocation plus technique, on trouve par exemple la maquette d'un portail monumental cintré, qui a été esquissée afin de prévoir les pierres nécessaires à la future construction. D'autres traces sont des comptes de carriers gravés sur les parois, l'un de ces plus anciens témoignages est une feuille de paie d'ouvrier, qui fut tracée au crayon aux alentours de 1700 sur une paroi aplanie à cet effet. 
Le nombre important de tels comptes montre l'exploitation intensive qui fut faite de la carrière, à la fin de l'époque moderne et au XIXe siècle, dans une région où les constructions en pierre de taille sont une institution. L'usage des carrières comme refuge des populations et parfois de leur bétail laisse présumer un réseau souterrain déjà important pour échapper aux envahisseurs, comme le prouve d'ailleurs les traces de réfugiés de 1814.
Les techniques d'extraction atteignent leur plus haut rendement sous la Troisième République, au moment de la construction de nombreux grands bâtiments républicains, où l'on apprécie la pierre axonnaise pour sa blancheur (la pierre est alors dite « blanc-royal ») et sa résistance aux intempéries. C'est l'âge d'or des carrières de calcaire dans la région avant le début du déclin au XXe siècle, causé le plus souvent par la conversion des carrières en champignonnières bien plus rentables ou par la surexploitation de certaines creutes provoquant des effondrements. Le site de la carrière de Froidmont est d'ailleurs fermé pour ces raisons en 1856.

### Occupations militaires durant le Premier Conflit mondial
Pendant la Première Guerre mondiale, comme de nombreuses autres creutes des environs, situées près de la ligne de front, la carrière est occupée militairement et transformée en abri. Elle est successivement occupée par les armées allemandes, françaises et américaines.

#### Occupation allemande
La carrière se trouve durant la Première Guerre mondiale à proximité du front, et pendant une grande partie du conflit en zone occupée par les Allemands. À partir de septembre 1914, après la bataille de la Marne, le 29e régiment d'infanterie de réserve allemand prend le contrôle de la ferme de Froidmont et de ses carrières.
Elle est  donc utilisée par les Allemands, qui la nomment  Tauentzien-Höhle Ils vont réaliser une occupation méthodique de l'espace, dont certaines inscriptions utilitaires encore visibles sur les murs démontrent la rigueur. La carrière connut également des aménagements plus importants, les soldats construisirent notamment un tunnel (qui permet de traverser le plateau à l’abri et débouchent sur la vallée de l’Ailette, sous le mont de Confroment), des portes anti-gaz et l'alimentation en courant, incluant tout un réseau de câbles électriques et téléphoniques. 
De plus, des aménagements et agrandissements ont été effectués au fil du temps : quatre tunnels supplémentaires furent creusés, des galeries de communication (construites en 1915 afin de relier les lieux à trois autres carrières, elles permettaient ainsi aux soldats de s'abriter et de traverser le Chemin des Dames du nord au sud en toute sécurité), de nouvelles sorties (afin d'approvisionner les tranchées en hommes et en munition). Beaucoup de cet imposant ouvrage est aujourd'hui inaccessible par suite des effondrements.

#### La difficile reprise française

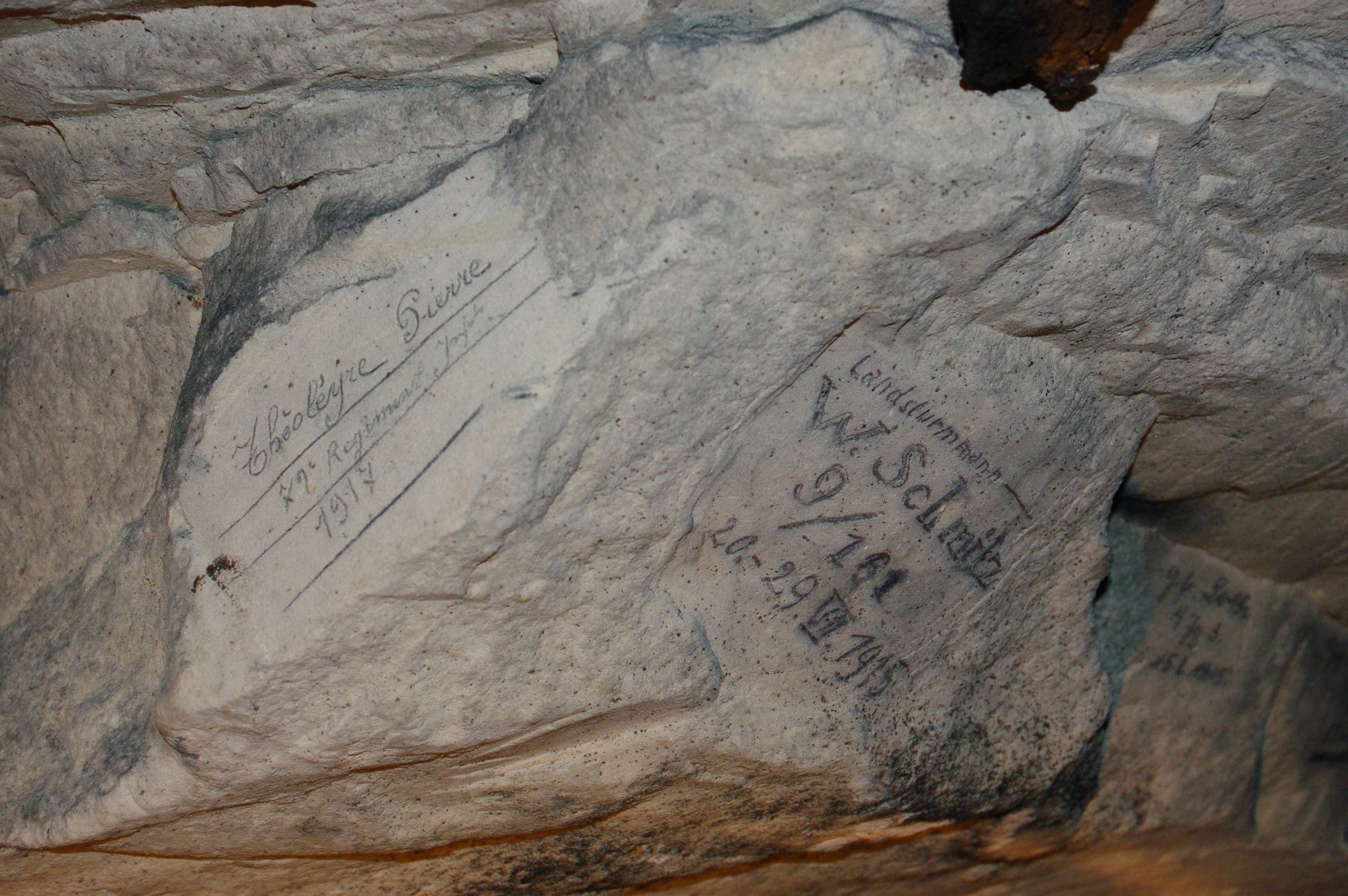
Signatures françaises et allemandes sur une paroi de la carrière.

La carrière est reprise difficilement par des troupes françaises au printemps 1917, le 6e compagnie d'artillerie prend position dans la ferme le 5 mai 1917 mais n'arrive alors pas à déloger les troupes allemandes de la carrière à cause des mitrailleuses judicieusement placée par ses occupants. Le terrain reste très disputé durant plus d'un mois entre le 67e régiment d'infanterie français et les troupes allemandes en place qui tentent plusieurs coups de main sur les tranchées face à la creute. 
Ce bras de fer entre les deux armées opposantes pour tenir la ferme et ses réseaux de carrières reprend en octobre, quand les Français profitent d'un "endormissement" du côté allemand pour faire avancer le 91e régiment d'infanterie sur la crête du Chemin des Dames et s'établir de manière ferme sur la zone de Froidmont. Le 28 octobre, une réplique allemande avec une violente préparation d'artillerie oblige à un repli des troupes françaises, la situation s'enlise jusqu'au mois suivant où une nouvelle préparation d'artillerie avec des obus de tous calibres s'attaque aux alentours de la ferme, le terrain reprit par les Français va alors être farouchement défendu autour du « centre de résistance de Froidmont ». 
La carrière est reprise par le 64e régiment d'infanterie, qui s'y installe. Ce régiment fut dans le secteur du Chemin des Dames de septembre 1917 à mai 1918, non pas comme participant à la défense du secteur à la suite de la bataille qui s'est déroulée en mai, mais pour effectuer une mission. En effet, le régiment séjourna dans la carrière de Froidmont durant ce temps avec mission « d'organiser le terrain chaotique » selon l'historique du régiment, c'est-à-dire qu'il va aménager les lieux pour l'arrivée d'autres troupes, dont des troupes américaines alors encore en entraînement. Les carrières aménagées furent alors visitées par le 14 février 1918 par le général Duchêne, commandant de la 6e armée. 
Le secteur redevient dès lors relativement calme et il faudra attendre l'attaque du 27 mai 1918, où la garnison basée à Froidmont près de la carrière va tenir l'armée allemande en échec durant un long moment avant de finalement se rendre, quand l'armée arrive aux entrées Nord de la carrière.
Ensuite la carrière est réoccupée par les Allemands jusqu'à début novembre 1918, et dans les derniers jours du conflit un semblant de résistance est maintenu près de la ferme de Froidmont en dépit des efforts des 72e et 121e divisions d'infanterie, qui doivent essuyer des réactions d'artillerie allemandes. 

#### Occupation américaine
Les troupes américaines qui s'installent dans la carrière prennent la suite des unités françaises et trouvent une carrière déjà aménagée, on y installe principalement les unités de la 101e et 102e compagnies d'infanterie françaises. La carrière va sans doute connaître une organisation assez semblable à celle de l'occupation allemande, avec des salles transformées en dépôts de munitions, d'autres en chambrées pour les compagnies. Des cuisines sont dans doute placées près de l'entrée, pour faciliter l'évacuation des fumées. On trouve également installés dans les multiples recoins de la carrière des postes d'électriciens, de téléphonistes, ainsi qu'un poste de secours avoisinant le coin des brancardiers.
Les soldats américains de la 26e division, lors de leur première entrée en ces lieux début février 1918, sont vivement impressionnés par les carrières, larges et vastes, qui composent le réseau de la creute. En Amérique de telles structures n'existent pas, les carrières de pierre étant à ciel ouvert, et les activités minières basées sur des galeries étroites et basses. Ce monde souterrain qui leur est révélé donne lieu chez les soldats à toutes sortes de légendes courant sur les carrières, qui deviennent alors des forteresses créées de toutes pièces par les Allemands pendant la guerre. Ce mythe reste une vérité historique dans beaucoup de livres d'histoire outre-atlantique, propagé par les soldats rentrant au pays après la guerre.
La carrière est donc une nouveauté totale pour ces soldats américains fraîchement arrivés à proximité directe du front, et ils découvrent assez rapidement les graffitis laissés par les soldats allemands et français qui les ont précédés, et ils vont très vite vouloir les imiter durant leur temps de repos, les dépassant en nombre, taille et qualité par leur production.

## Patrimoine glyptographique de la carrière
Les sculptures de la carrière sont classées au titre des monuments historiques en 1998.
L'occupation internationale de la carrière en fait déjà un exemple intéressant pour l'étude de la Première Guerre mondiale, mais son intérêt premier reste son impressionnant corpus glyptographique tout à fait unique en son genre par le nombre de traces relevées, leur qualité, et leur état de conservation. En effet, près de mille traces laissées par les soldats durant la guerre 14-18 sont visibles dans la carrière, produisant une grande variété de motifs et de sujets. Les traces présentes sont réalisées dans différentes techniques : gravure simple, sculpture, tracé au crayon ou à l'encre, et tracé à la suie de bougie. 
La gravure simple est très répandue, souvent rehaussée d'encre. 
Le tracé au crayon est aussi très visible, surtout pour les sculptures allemandes : il consiste à aplanir une petite surface sur la paroi pour simplement y écrire. 
Le tracé à la suie consiste à approcher une bougie ou une lampe du ciel de la carrière pour y imprimer la fumée et tracer ainsi un nom ou un message.
Le nombre de sculptures américaines est bien supérieur à celui des autres nationalités, chose qui est bien rendue par la répartition des 949 sculptures, gravures et dessins répertoriés : 623 témoignages glyptographiques sont l'œuvre de soldats américains tandis que 145 sont identifiés comme allemands et 137 comme étant français.
Les statistiques sont également intéressantes car elles permettent de voir comment la majorité des soldats se définissaient car, outre l'ostentation des nationalités, d'autres caractéristiques sont mises en avant, en premier lieu bien sûr, le patronyme des soldats, puisqu'on trouve pas moins de 623 noms différents toutes nationalités confondues dans la carrière. 

#### Livres
- Gérard Lachaux, les Creutes : Chemin des Dames et Soissonnais, éditions l'Encrier du Poilu, 2005
- Jean-Pierre Turbergue (dir.) (préf. Nicolas Sarkozy, postface général André Bach et Serge Barcellini), La Fayette nous voilà les Américains dans la grande guerre, Triel-sous-Seine, Italiques, 2008, 425 p. (ISBN 978-2-910-53690-9, OCLC 494692604)
- Mariel Hennequin, La creute des Yankees : Histoire d'une carrière du Chemin des Dames occupée durant la Première Guerre mondiale, édité sur Lulu, 2009

#### Articles
- Thomas Gilles, Inscriptions souterraines relatives à la 1re Guerre mondiale, Archéologia no 394, novembre 2002
- Les Américains au Chemin des Dames, la Lettre du Chemin des Dames no 13, juin 2008
- L'association du Chemin des Dames et la carrière de Froidmont, la Lettre du Chemin des Dames no 6, mars 2005
- Hervé Vatel et Michel Boittiaux (sld), le Graffiti des tranchées, édition de lAssociation Soissonnais 14-18, 2008